# 香川県道31号嶮岨山線
香川県道31号嶮岨山線（かがわけんどう31ごう けんそざんせん）は香川県小豆郡小豆島町から小豆郡土庄町に至る県道（主要地方道）である。

## 概要

### 路線データ
- 起点：小豆郡小豆島町神懸通（香川県道27号土庄神懸線交点）
- 終点：小豆郡土庄町大部（香川県道26号土庄福田線交点）

## 歴史
- 1993年（平成5年）5月11日 - 建設省から、県道嶮岨山線が嶮岨山線として主要地方道に指定される[1]。

## 地理

### 通過する自治体
- 小豆郡小豆島町
- 小豆郡土庄町

### 交差する道路
| 交差する道路           | 市町村名 | 市町村名 | 交差する場所 | 交差する場所 |
| ---------------------- | -------- | -------- | ------------ | ------------ |
| 香川県道27号土庄神懸線 | 小豆郡   | 小豆島町 | 神懸通       | 起点         |
| 香川県道26号土庄福田線 | 小豆郡   | 土庄町   | 大部         | 終点         |

### 沿線
- 寒霞渓ロープウェイ